# 安東尼奧·卡洛斯·裘賓
安東尼奧·卡洛斯·巴西里羅·迪·阿爾梅達·裘賓（葡萄牙語：Antônio Carlos Brasileiro de Almeida Jobim，1927年1月25日—1994年12月8日），生於里約熱內盧，逝於紐約，亦稱湯姆·裘賓，是曾獲葛萊美獎的巴西詞曲創作人、作曲家、編曲家、歌手、鋼琴家與吉他手。有著創作巴薩諾瓦曲風背後的強大原動力，裘賓因譜曲《伊帕內瑪姑娘》以及許多爵士樂與流行音樂而廣為人知，被公認是二十世紀最具影響力的作曲家之一，他的曲子至今仍被許多巴西與國際間的歌手與演奏家演出。